# Adolfo Ruiz Cortines, Tamaulipas
Adolfo Ruiz Cortines är en ort i Mexiko.   Den ligger i kommunen González och delstaten Tamaulipas, i den centrala delen av landet, 400 km norr om huvudstaden Mexico City. Adolfo Ruiz Cortines ligger 54 meter över havet och antalet invånare är 533.
Terrängen runt Adolfo Ruiz Cortines är platt, och sluttar västerut. Runt Adolfo Ruiz Cortines är det glesbefolkat, med 10 invånare per kvadratkilometer. Närmaste större samhälle är Ursulo Galván, 19,0 km nordost om Adolfo Ruiz Cortines. Omgivningarna runt Adolfo Ruiz Cortines är en mosaik av jordbruksmark och naturlig växtlighet.